# أسباسيوس
أسباسيوس (Aspasius of Rome) هو بليغ و سفسطائي روماني عاش في القرن الثالت الميلادي

## حياته
عمل كوزير للإمبراطور الروماني ماكسيمينوس ثراكس ,وعلَّم البلاغة في روما.

## أعماله
كان له مجموعة من الخُطب فقدت كلها.

## المرجع
دائرة المعارف البريطانية ,وقد ذكر بشكل مختصر في مقالة عن أسباسيوس ,وهو فيلسوف يوناني من المدرسة المشائية.